# Mormoscopa sordescens
Mormoscopa sordescens là một loài bướm đêm thuộc họ Noctuidae. Nó được tìm thấy ở Úc, bao gồm Queensland và New South Wales.
Sải cánh dài khoảng 40 mm. Con trưởng thành có màu nâu với rìa nhạt ở mỗi cánh.

## Hình ảnh

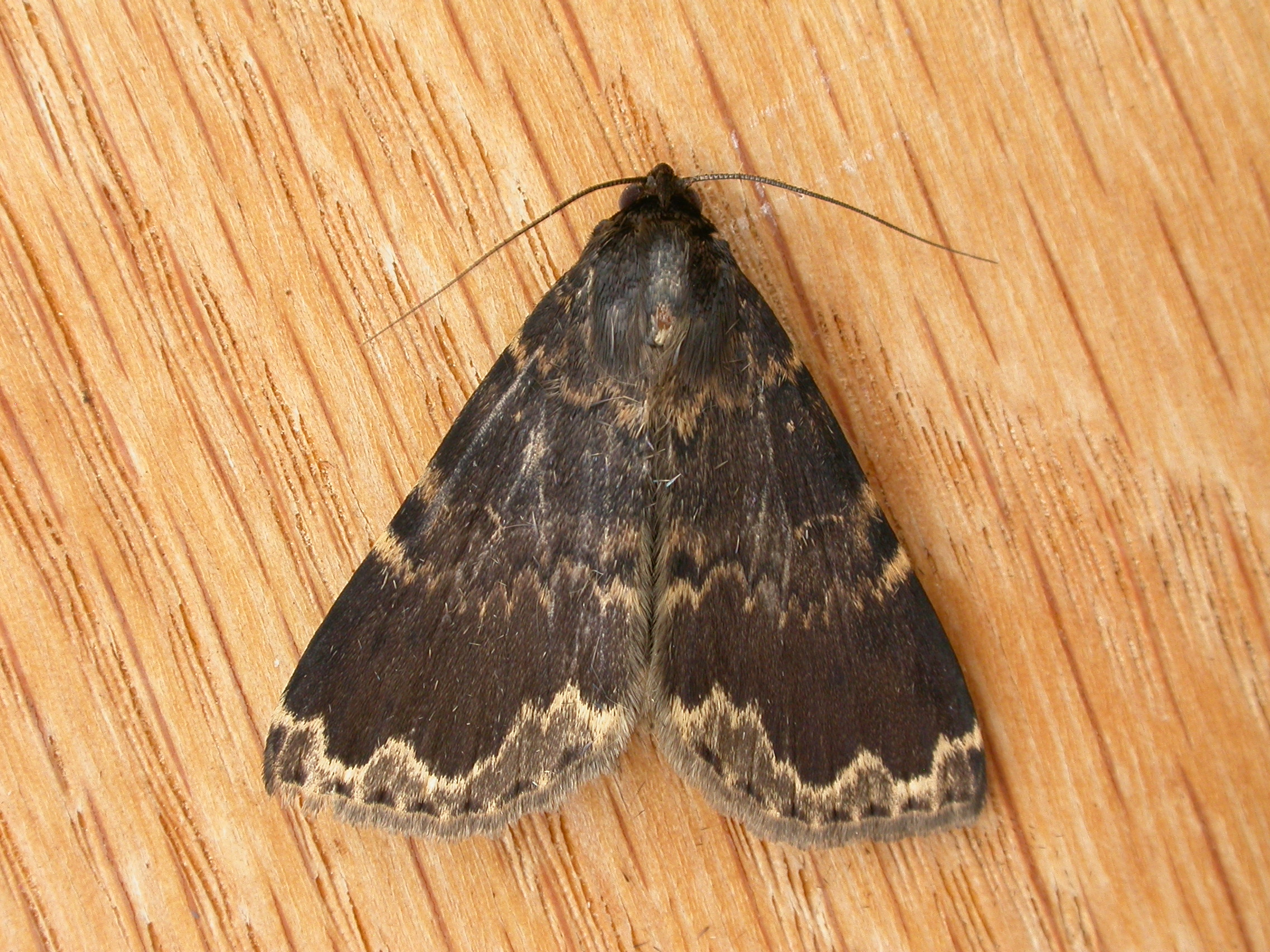